# Wawrzyniec Radliński
Wawrzyniec Radliński herbu Gryf (wspomniany jako zmarły w 1691 roku) – podsędek mielnicki w latach 1658–1683.
W 1674 roku był elektorem Jana III Sobieskiego z ziemi mielnickiej.